# El Naranjal, Tamazunchale
El Naranjal är en ort i Mexiko.   Den ligger i kommunen Tamazunchale och delstaten San Luis Potosí, i den sydöstra delen av landet, 210 km norr om huvudstaden Mexico City. El Naranjal ligger 175 meter över havet och antalet invånare är 165.
Terrängen runt El Naranjal är kuperad åt nordost, men åt sydväst är den platt. Terrängen runt El Naranjal sluttar söderut. Runt El Naranjal är det ganska tätbefolkat, med 90 invånare per kvadratkilometer. Närmaste större samhälle är Tamazunchale, 11,3 km väster om El Naranjal. Omgivningarna runt El Naranjal är en mosaik av jordbruksmark och naturlig växtlighet.